# USS Pruitt (DD-347)
USS Pruitt (DD-347/DM-22/AG–101) là một tàu khu trục lớp Clemson được Hải quân Hoa Kỳ chế tạo vào cuối Chiến tranh Thế giới thứ nhất. Nó là chiếc tàu chiến duy nhất của Hải quân Hoa Kỳ được đặt theo tên Hạ sĩ Thủy quân Lục chiến John H. Pruitt (1896-1918), người tử trận trong Thế Chiến I và được tặng thưởng Huân chương Danh dự. Được cải biến thành một tàu rải mìn hạng nhẹ và xếp lại lớp với ký hiệu lườn DM-22, Pruitt đã tiếp tục phục vụ trong Chiến tranh Thế giới thứ hai cho đến khi xung đột kết thúc. Nó ngừng hoạt động năm 1945 và bị bán để tháo dỡ năm 1946.

## Thiết kế và chế tạo
Pruitt được đặt lườn vào ngày 25 tháng 6 năm 1919 tại xưởng tàu của hãng Bath Iron Works ở Bath, Maine. Nó được hạ thủy vào ngày 2 tháng 8 năm 1920, được đỡ đầu bởi bà Belle Pruitt; và được đưa ra hoạt động vào ngày 2 tháng 9 năm 1920 dưới quyền chỉ huy của Hạm trưởng, Đại úy Hải quân M. R. Derx.

## Lịch sử hoạt động

### Giữa hai cuộc thế chiến
Trong giai đoạn giữa hai cuộc thế chiến, Pruitt hoạt động chủ yếu tại khu vực Tây Thái Bình Dương bảo vệ quyền lợi của Hoa Kỳ tại Viễn Đông. Nó được cải biến thành một tàu rải mìn hạng nhẹ, và được xếp lại lớp với ký hiệu lườn mới DM-22 vào ngày 30 tháng 6 năm 1937. Trung úy Hải quân Richard O'Kane, người sẽ được tặng thưởng Huân chương Danh dự như một sĩ quan tàu ngầm Hoa Kỳ thành công nhất trong Thế Chiến II, đã phục vụ trên chiếc Pruitt từ năm 1935 đến khi nó được cải biến thành tàu rải mìn.

### Thế Chiến II
Như một đơn vị thuộc Đội rải mìn 1, Pruitt đang được đại tu tại Xưởng hải quân Trân Châu Cảng vào ngày 7 tháng 12 năm 1941, với vị Chuẩn đô đốc tương lai George Stephen Morrison trên tàu. Lúc 07 giờ 53 phút, máy bay cất cánh từ sáu tàu sân bay của Hải quân Đế quốc Nhật Bản bắt đầu tiếp cận ở độ cao thấp; trong vòng vài phút thủy thủ của nó sang giúp các tàu chiến khác, nổ súng vào những kẻ tấn công, tham gia chữa cháy và vận chuyển đạn dược. Đến cuối tháng 1 năm 1942, nó hoàn tất việc đại tu, bắt đầu các nhiệm vụ tuần tra ngoài khơi và rải mìn cùng Bộ chỉ huy Tiền phương biển Hawaii cho đến tháng 6. Nó khởi hành vào ngày 19 tháng 6 đi Bremerton, Washington để nhận mìn, rồi tiếp tục đi đến khu vực quần đảo Aleut cho các hoạt động rải mìn và hộ tống tại khu vực Kodiak, Alaska. Cho đến mùa Thu, nó tiếp tục hoạt động tại khu vực Aleut, xen kẻ với những chuyến đi quay trở lại quần đảo Hawaii, rồi làm nhiệm vụ hộ tống vận tài dọc theo vùng bờ Tây.
Sang năm mới 1943, Pruitt chuyển xuống phía Nam để huấn luyện cùng Tiểu đoàn Biệt kích 4 Thủy quân Lục chiến ngoài khơi miền Nam California. Các hoạt động hộ tống khác được tiếp nối, và vào ngày 24 tháng 4 nó khởi hành từ San Francisco, California để quay trở lại quần đảo Aleut. Di chuyển cùng Lực lượng Đặc nhiệm 51, nó đi đến Cold Bay rồi đến Attu, đến nơi vào ngày 11 tháng 5. Nó hộ tống các tàu đổ bộ tiến vào vịnh Massacre, rồi thả các xuồng đổ bộ; và sau khi cuộc đổ bộ ban đầu thành công, nó tuần tra chống tàu ngầm và phòng không. Chuyển đến vịnh Holtz, nó tiếp tục nhiệm vụ tuần tra, rồi hộ tống các tàu nhỏ đi từ Amchitka và Adak cho đến cuối tháng. 

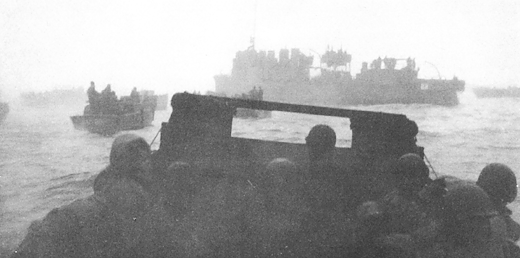
Pruitt dẫn đầu các tàu đổ bộ về phía Attu, tháng 5 năm 1943.

Vào ngày 6 tháng 6, Pruitt quay trở về San Francisco làm nhiệm vụ hộ tống vận tải tại chỗ. Trong suốt mùa Hè, nó đi dọc bờ biển từ Alaska đến Nam California, và vào tháng 9 đã lên đường hướng sang khu vực quần đảo Solomon. Đến cuối tháng 10, nó đi đến vịnh Purvis tại đảo Florida, nơi nó khởi hành đi Bougainville. Nhận mìn tại Acre, New Hebrides, nó rải mìn dọc bờ biển phía Nam Bougainville vào các ngày 2, 8 và 24 tháng 11 để hỗ trợ cho các hoạt động tại mũi Torokina, và sang tháng 12 làm nhiệm vụ hộ tống vận tải giữa Solomon, New Hebride, New Caledonia và quần đảo Society.
Pruitt quay trở về San Francisco vào ngày 18 tháng 7 năm 1944, được đại tu, và sang tháng 10 đã quay trở lại Trân Châu Cảng, nơi nó bắt đầu các hoạt động huấn luyện tàu ngầm. Tách khỏi nhiệm vụ này vào cuối tháng 11, nó tuần tra ngoài khơi Midway từ ngày 29 tháng 11 năm 1944 đến ngày 15 tháng 1 năm 1945. Từ ngày 22 tháng 1, nó tiếp tục phục vụ dưới quyền Bộ chỉ huy huấn luyện Lực lượng Tàu ngầm; và cho đến hết chiến tranh đã hoạt động động huấn luyện tàu ngầm về phía Tây Nam Oahu.
Được xếp lại lớp như một tàu phụ trợ với ký hiệu lườn AG–101 vào ngày 5 tháng 6 năm 1945, nó được lệnh ngừng hoạt động ba tháng sau đó, và vào ngày 21 tháng 9 đã lên đường quay về vùng bờ Đông, đi đến Philadelphia, Pennsylvania vào tháng 10. Pruitt được cho xuất biên chế vào ngày 16 tháng 11 năm 1945; tên nó được cho rút khỏi danh sách Đăng bạ Hải quân vào ngày 5 tháng 12 năm 1945, và nó được tháo dỡ sau đó tại Xưởng hải quân Philadelphia.

## Phần thưởng
Pruitt được tặng thưởng ba Ngôi sao Chiến trận do thành tích phục vụ trong Thế Chiến II.